# Boroskop

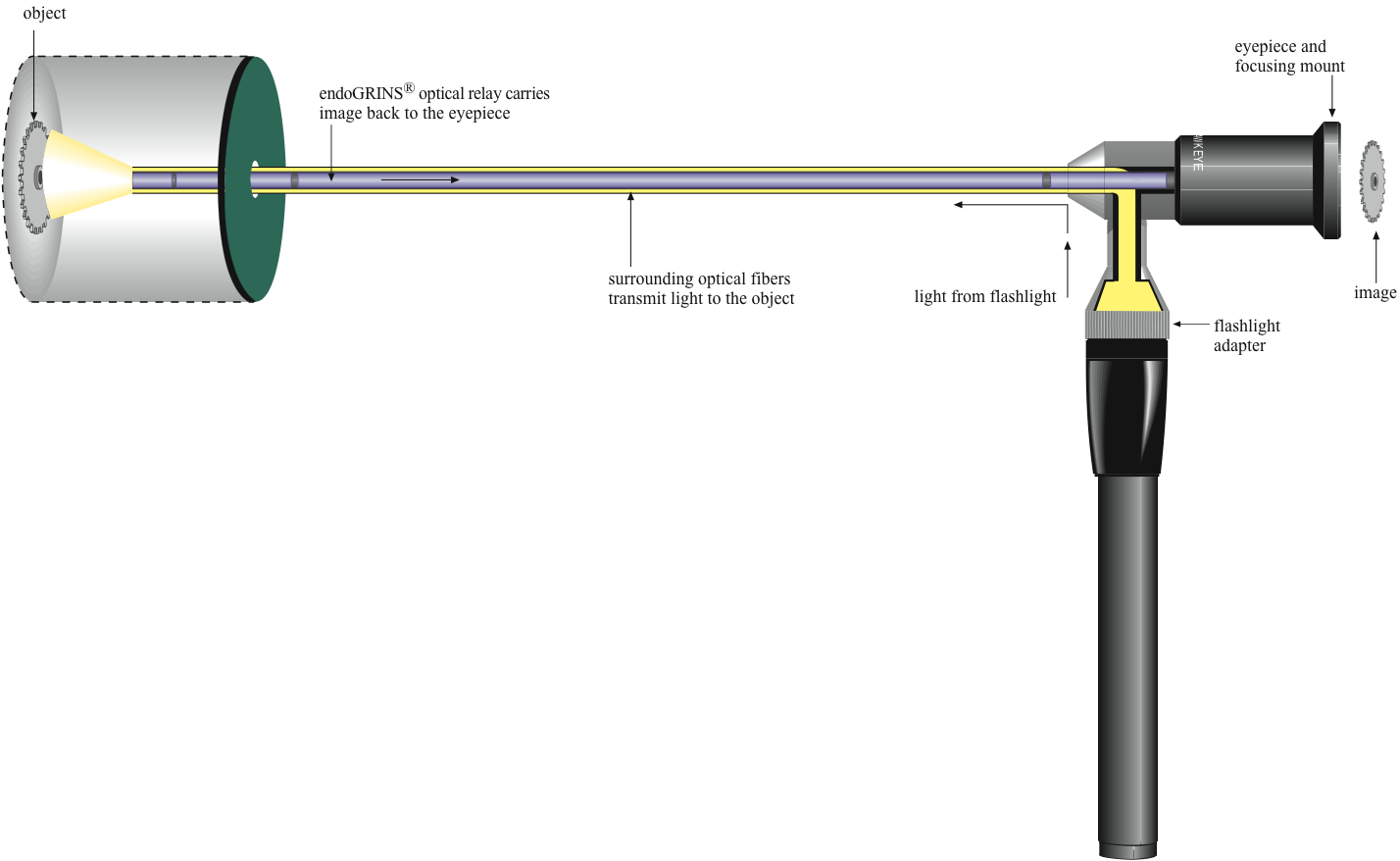
Schematisk bild över ett fast boroskop.

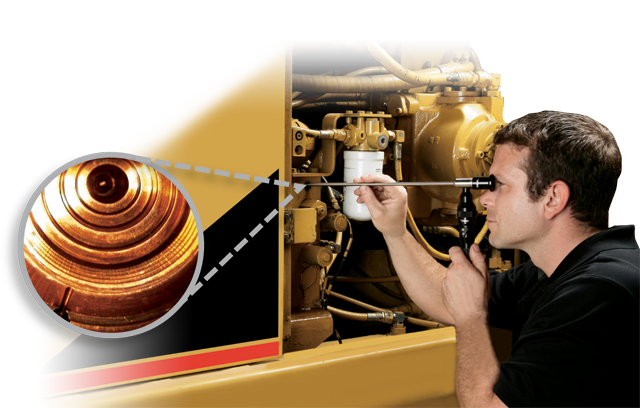
Boroskop som används med ett exempel på vad du kan se genom ett boroskop.

Ett boroskop är en optisk utrustning som består av en styv eller flexibel tub med ett okular i ena änden, och ett objektiv i den andra sammanlänkade av ett fiberoptiskt system. Styva eller flexibla boroskop kan utrustas med kamera eller video.